# Olaf Stoy
Olaf Stoy (* 20. Juni 1959 in Dippoldiswalde) ist ein deutscher Porzellankünstler und Autor.

## Leben
Stoy machte 1976–78 eine Lehre als Keramformer an der Sächsischen Porzellan-Manufaktur Dresden in Freital-Potschappel, wo er von 1978 bis 2003 als Formgießer, Retuscheur und Chefmodelleur tätig war. Zwischen 1979 und 1981 absolvierte er ein Abendstudium für Grafik und Plastik an der Hochschule für Bildende Künste Dresden.
Er beschäftigt sich mit Malerei, Grafik, Plastik, experimenteller Fotografie, sowie Prosa und Lyrik. Er war 2001 Gründungsmitglied des Dresdner Porzellankunst e.V. 2005 gründete er das Atelier für Kunst und Gestaltung in Bannewitz bei Dresden und ist seitdem als freiberuflicher Künstler tätig. 2012 erhielt er den Kultur- und Kunstpreis der Stadt Freital. Seit 2017 arbeitet er mit der Staatlichen Porzellan-Manufaktur Meissen zusammen. Seit 2019 befindet sich sein Atelier in der Georado-Stiftung Dorfhain. Dort leitet er die Georado-Kunstinitiative und betreibt die Galerie ArtToGo.

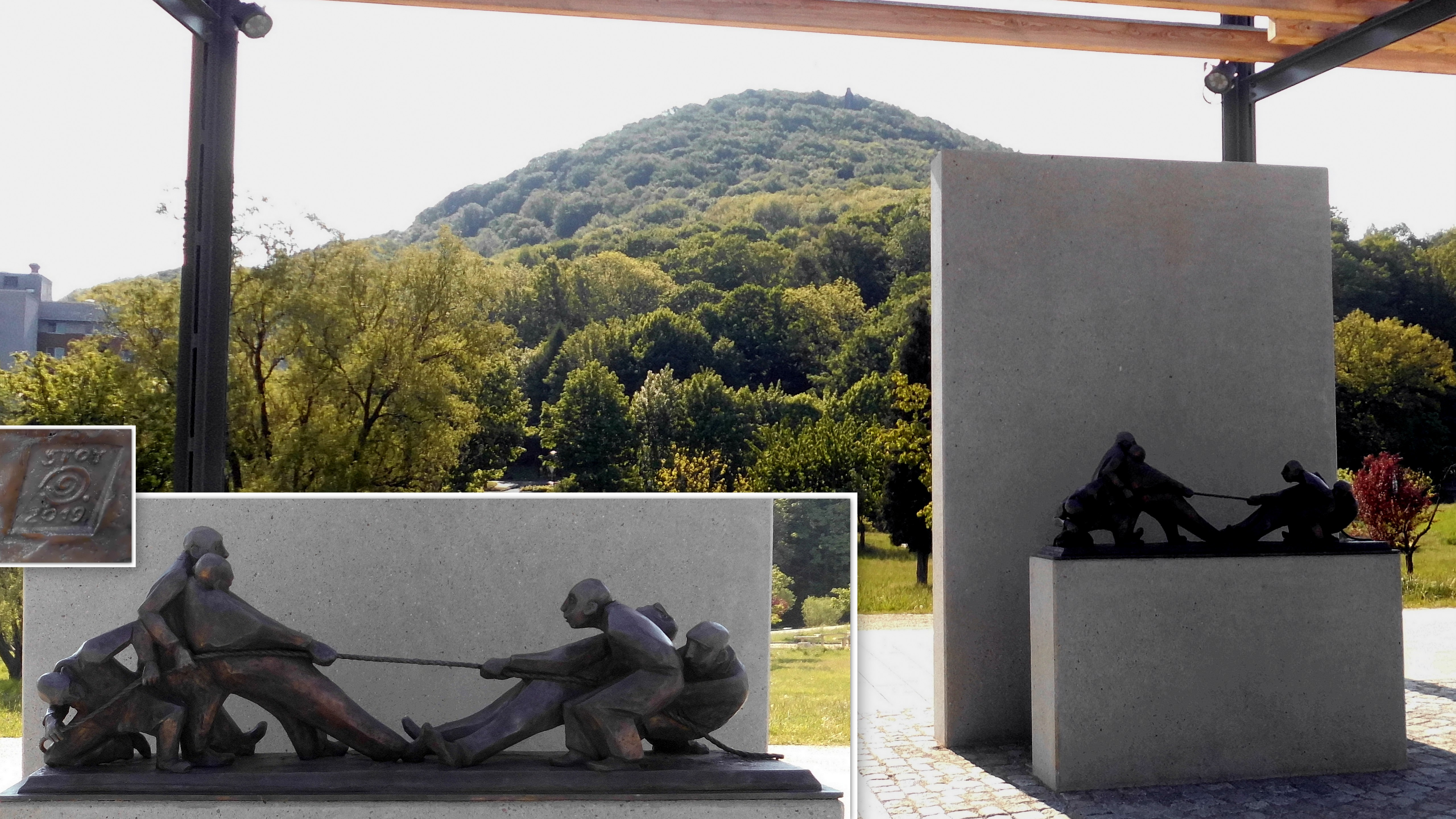
Figurengruppe „Tauziehen“ am Neumarkt (2019), aufgestellt 2020

Olaf Stoy schuf die Vorlagen zur 20-Euro-Sammlermünze „100. Geburtstag Sophie Scholl“ (veröffentlicht am 22. April 2021) und zur 2-Euro-Münze „Wartburg–Thüringen“, die am 25. Januar 2022 in einer Auflage von 30 Millionen Exemplaren in Umlauf gebracht wurde. Außerdem entstand nach seinem Entwurf die 20-Euro-Goldmünze „Kegelrobbe“ als Auftakt der Serie „Rückkehr der Wildtiere“. Sie erschien am 20. Juni 2022 in einer Auflage von 22.200 Stück.

## Veröffentlichungen
- Pia Lucchesi: Bald liegt ein echter Stoy in jedem Portemonnaie – in Form einer vom Künstler gestalteten Münze. Morgenpost am Sonntag, Dresden, 13. Juni 2021, S. 14–15.
- Andrea Müller-Fincker: Olaf Stoy. Neue Arbeiten. Neue Keramik, Heft 5/21 (September/Oktober 2021), S. 20–21.